# Beaulieu-sur-Dordogne (Beaulieu-sur-Dordogne)
Beaulieu-sur-Dordogne ist eine Ortschaft und eine ehemalige französische Gemeinde mit 1.117 Einwohnern (Stand: 1. Januar 2022) im Département Corrèze in der Region Nouvelle-Aquitaine. Sie gehörte zum Arrondissement Brive-la-Gaillarde und zum Kanton Midi Corrézien.
Mit Wirkung vom 1. Januar 2019 wurden die ehemaligen Gemeinden Beaulieu-sur-Dordogne und Brivezac zur namensgleichen Commune nouvelle Beaulieu-sur-Dordogne zusammengeschlossen und haben in der neuen Gemeinde der Status einer Commune déléguée. Der Verwaltungssitz befindet sich im Ort Beaulieu-sur-Dordogne.

## Lage und Klima
Beaulieu („schöner Ort“) liegt auf dem westlichen Ufer des Flusses Dordogne am Westrand der Xaintrie Blanche in einer Höhe von ca. 145 m. Das Klima ist gemäßigt bis warm; Regen (ca. 780 mm/Jahr) fällt übers Jahr verteilt.
Die nächstgelegenen größeren Städte sind Brive-la-Gaillarde im Nordwesten (ca. 40 km Fahrtstrecke entfernt) und Aurillac im Osten (ca. 62 km entfernt). Gut 22 km flussaufwärts liegt im Norden das malerische ehemalige Fischerstädtchen Argentat; etwa 7 km südlich, nahe der Einmündung der Cère in die Dordogne, liegt der Ort Biars-sur-Cère.

## Bevölkerungsentwicklung
| Jahr                      | 1800  | 1851  | 1901  | 1954  | 1999  | 2016  |
| Einwohner                 | 1.937 | 2.490 | 2.025 | 1.819 | 1.286 | 1.290 |
| Quelle: Cassini und INSEE |       |       |       |       |       |       |

Die Reblauskrise im Weinbau und die fortschreitende Mechanisierung der Landwirtschaft haben seit dem Ende des 19. Jahrhunderts zu einem spürbaren Bevölkerungsrückgang geführt.

## Wirtschaft
Die Gemeinde ist immer noch weitgehend landwirtschaftlich orientiert, wobei der Anbau von Erdbeeren (fraises) eine wichtige Rolle spielt. In der zweiten Hälfte des 20. Jahrhunderts ist der Tourismus (Wandern, Kanusport, Kultur) immer bedeutsamer geworden.

## Geschichte
Im Jahr 855 besuchte der Erzbischof von Bourges den Ort. Er war von dessen Lage so begeistert, dass er ihn bellus locus nannte und an dieser Stelle eine Benediktinerabtei gründete. Die Grafen von Turenne und Castelnau lieferten sich in den folgenden Jahrhunderten blutige Kämpfe um die Herrschaft über das Kloster. In diesem Spannungsfeld gelang es dem Kloster und den Bürgern der sich langsam entwickelnden Ansiedlung dennoch, zu Reichtum und fast vollständiger Unabhängigkeit zu gelangen und sich ein Privileg nach dem anderen zu sichern. Im ausgehenden 11. Jahrhundert wurde das Kloster der Oberhoheit der Abtei Cluny unterstellt; kurz zuvor begann auch der Bau der bis heute erhaltenen Klosterkirche St-Pierre. Durch seine Lage an einer Nebenstrecke des Jakobswegs erlebten der Ort und die Abtei einen wirtschaftlichen Aufschwung. Im Hundertjährigen Krieg (1337–1453) wurden der Ort und seine Abtei zweimal angegriffen. Weitere Übergriffe und Zerstörungen erfolgten in der Zeit der Hugenottenkriege (1562–1598). Im Jahr 1663 schlossen sich die Mönche der Reformbewegung der Mauriner an. In der Zeit der Französischen Revolution wurde das Kloster aufgelöst; bis auf die Kirche und den Kapitelsaal wurden alle Nebengebäude abgerissen.

## Kultur und Sehenswürdigkeiten

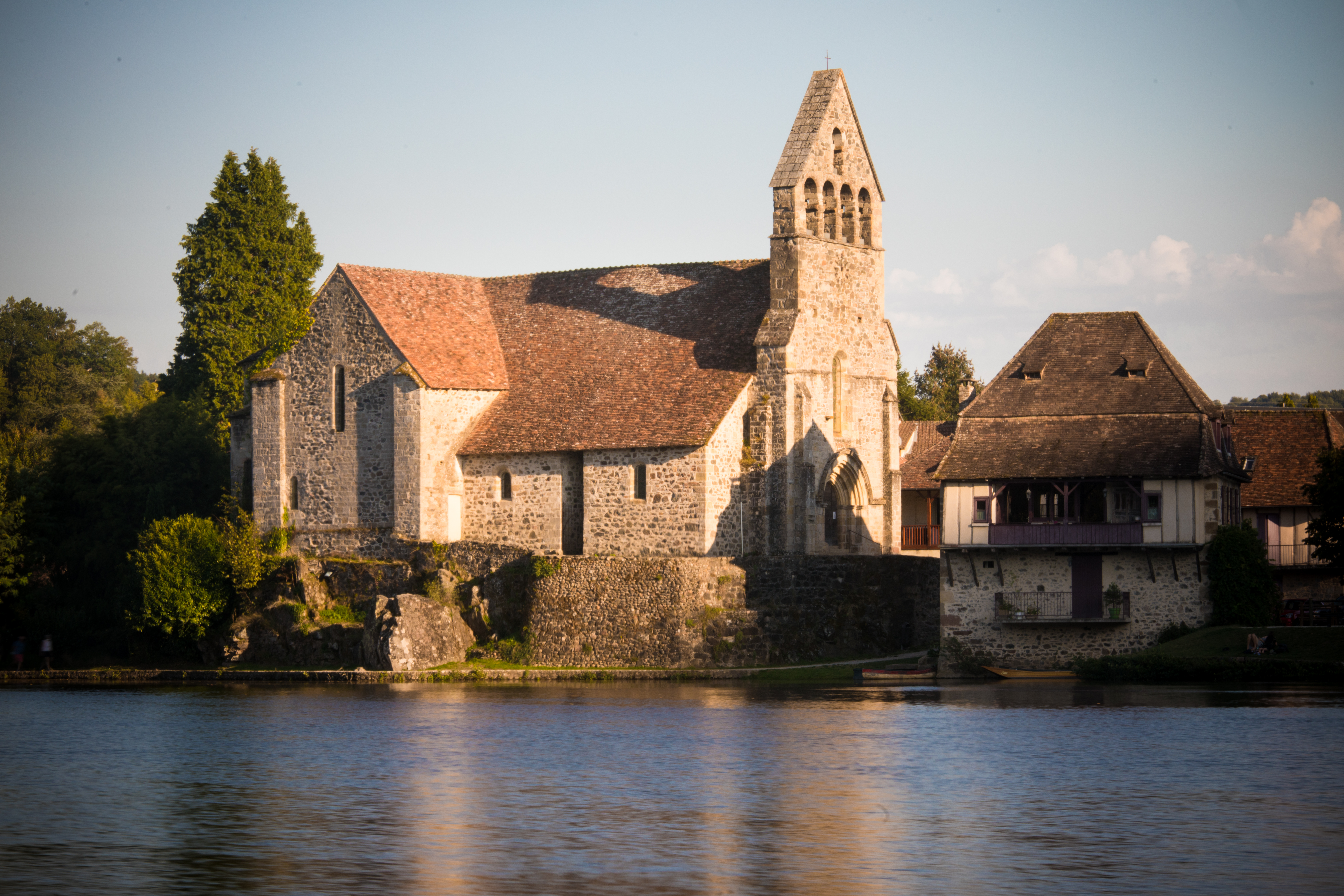
Büßerkapelle

- Die in der Ortsmitte stehende ehemalige Abteikirche St-Pierre ist dreischiffig und gehört zu den bedeutendsten Zeugnissen romanischer Baukunst im Südwesten Frankreichs (Monument historique).[3]
- Die einschiffige Büßerkapelle (Chapelle des Pénitents Noirs) mit ihrem markanten Glockengiebel (clocher mur) und ihren drei Apsiden aus dem 12. Jahrhundert liegt malerisch am Ufer der zu einem kleinen See aufgestauten Dordogne und dient heute als Heimatmuseum (Monument historique).
- In den malerischen Gassen der Altstadt sind eine ganze Reihe von alten Gebäuden bis zurück in die Renaissancezeit erhalten geblieben, darunter das sogenannte Maison d’Adam et Eve, in dessen Außenwand mehrere Skulpturen eingelassen sind.